# Nonggirrnga Marawili
Nonggirrnga Marawili (c. 1939–2023) fue una pintora y grabadora yolngu australiana. Era hija del artista y guerrero Mundukul. Marawili nació en la playa de Darrpirra, cerca de Djarrakpi (Cabo Escudo), perteneciente al clan Madarrpa de Yirritja. Creció entre Yilpara y Yirrkala en Arnhem Land en el Territorio del Norte,pero vivió wakir', lo que significa que su familia se mudaría con frecuencia y acamparía en sitios relacionados con el clan Madarrpa entre Blue Mud Bay y Groote Eylandt. Marawili murió en Yirrkala en octubre de 2023.

## Trayectoria
Marawili aprendió a pintar sobre corteza en la década de 1980 mientras ayudaba a su entonces esposo, Djutadjuta Mununggurr, con sus obras de arte que representaban los diseños del clan Djapu.Durante este tiempo, ambos desempeñaron un papel fundamental en la revitalización de la práctica artística Yolngu, que se había estancado debido a la repetitividad y al mercado turístico. En su práctica, representa las formas sagradas de su herencia Madarrpa y las historias que le compartieron su padre, Mundukul, y su esposo.
La carrera como estampadora de Marawili comenzó después de que el coordinador artístico Andrew Blake abriera el Yirrkala Print Space en 1995. Estos grabados presentan tanto aspectos de la vida cotidiana como aspectos propios de varios clanes, incluidos los Djapu, Madarrpa y Galpu. Como la impresión se hace mecánicamente, el Consejo de Ancianos del centro de arte declaró que los miny'tji, o diseños sagrados del clan, estarían prohibidos en el espacio de impresión y, en su lugar, debían pintarse a mano sobre cortezas.Los miny'tji son parte del paisaje y actúan como una representación visual del poder ancestral de los Yolngu. Como resultado de la restricción a la realización de grabados, muchas de las obras de Marawili incluían referencias a diseños de clanes sin reproducirlos explícitamente. Entre los años 1998 y 2015 realizó 21 grabados entre serigrafías, grabados al aguafuerte y xilografías. Algunas de sus obras impresas más destacadas son Garrangali (1998), Bäru (1999) y Guya (2001).
Blake también recuperó la tradición de las "grandes cortezas" en Yirrkala, lo que renovó el interés de la comunidad en la pintura con corteza. Anteriormente, la forma principal de estas obras sobre corteza eran pequeñas pinturas para turistas conocidas como "cortezas de maleta".El intento de recuperación de las obras tradicionales llevó a Nonggirrnga a realizar su primer encargo en solitario, Banumbirr, Morning Star, en 1994. En 1996, John Kluge le encargó que creara Djapu, Galpu Ties, un trabajo en colaboración con sus compañeros artistas Rerrkirrwanga y Marrnyula Mununggurr. Como sugiere el nombre, esta obra trataba sobre los vínculos entre el clan de su marido, Djapu, y el clan de su madre, Galpu.
Aunque comenzó su carrera en la década de 1990, Marawili comenzó a pintar regularmente en 2005. Tras el estímulo del coordinador artístico Will Stubbs, creó Wititj (2005) y Untitled (2005), que demuestran su capacidad de no pintar diseños estrictamente tradicionales, sino más bien hacer referencia a ellos sutilmente. Ella afirmó que estos patrones provenían de su corazón y su mente, no eran representaciones de diseños sagrados del clan. Obras como estas demuestran la capacidad de los Yolngu de Nonggirrnga de "reconocer los principios y leyes establecidos por los seres ancestrales como un modelo eterno que sustenta la gestión de su país aunque sus obras solo los tengan como referencias sutiles".
En 2011 comenzó a pintar en el patio del Centro Buku-Larrnggay Mulka. Esto le dio la posibilidad de explorar y experimentar para encontrar su estilo artístico personal. Marawili alcanzó el reconocimiento poco después de su exposición de 2013 And I am still here, celebrada en la Galería Alcaston de Melbourne, que incluía quince pinturas y cuatro larrakitj (postes conmemorativos).  Las obras pintadas que se presentan en esta exposición combinan elementos de los diseños Djapu, como el rayado cruzado y el enrejado (como el de las ramitas tejidas tradicionalmente), y Madarrpa, como los diamantes (también asociados con la mitad Yirritja). Estas obras también comparten el tema de la caza, visto a través de la temática de tazas de té, teteras y bolsitas de té. A pesar de los temas tradicionales, Marwili afirmó que estos son diseños propios y no tradicionales. La líder del clan Madarrpa, Djambawa Marawili, dijo sobre estos diseños: "se puede ver el patrón [del miny'tji Madarrpa]. No son los patrones originales, pero el país sigue hablando a través de ella". En una entrevista de 2013, afirmó que el fuego que pintó es "solo un fuego común y corriente, no un fuego Madarrpa". En 2015 debutó en Manhattan con su díptico Baratjala (2014) en la galería James Cohan en la exposición All Watched Over.
Marawili ganó dos veces el premio de pintura de corteza en los Premios Nacionales de Arte Aborigen e Isleño del Estrecho de Torres, ganando el premio en 2015 por su obra Lightning in the Rock (que posteriormente fue adquirida por la Galería Nacional de Victoria) y nuevamente en 2019 por la pintura Lightning Strikes. Marawili es conocida por destilar "los diseños de los clanes Djapu y Madarrpa hasta sus elementos compositivos esenciales", lo que se ve a través del tema del rayo. Este tema está asociado con la Serpiente Relámpago de Madarrpa (también conocida como Burrut'tji o Mundukul), una serpiente ancestral que usa rayos y truenos para comunicarse con otras serpientes ancestrales.
Las sobre corteza incluidas en Marking the Infinite: Contemporary Women Artists from Aboriginal Australia representan rayos, agua, fuego y rocas, que son clave para las leyes sagradas de Madarrpa; sin embargo, se desvía de las convenciones de la pintura tradicional. En cierta ocasión dijo: "La pintura que hago no es sagrada. No puedo robar las pinturas sagradas de mi padre [Madarrpa]. Sólo hago mis propios diseños desde el exterior. Agua. Roca. Rocas que se mantienen firmes y las olas que corren y chocan contra la roca. La espuma del mar. Ésta es la pintura que hago... Aunque conozco los diseños sagrados". En la tradición de la corteza Yolngu, existe una distinción entre el conocimiento sagrado y secreto y el conocimiento compartido con el público. Marawili explicó que “sólo puede hablar de la parte superficial de la historia”. Sin embargo, desde 2015 se le ha concedido la capacidad de pintar algunos diseños del clan que conectan a los Madarrpa con la finca de Baratjula, que era un campamento estacional para Marawili cuando era niña y está asociado con el comercio ancestral con los comerciantes macasanos.
En 2019 se realizó una exposición titulada Nonggirrnga Marawili: From My Heart and Mind en la Galería de Arte de Nueva Gales del Sur. En su reseña, el crítico de arte del Sydney Morning Herald, John McDonald, la consideró "una de las artistas indígenas más dinámicas en la actualidad". La exposición fue documentada en un libro independiente con el mismo nombre. En 2020, su trabajo se presentó en la Bienal de Sídney en el Centro de Artes de Campbelltown y el Museo de Arte Contemporáneo de Australia.
Las obras de Marawili se encuentran en diversas colecciones de arte como en la Galería Nacional de Australia, la Galería de Arte Toi o Tāmaki de Auckland, el Museo de Arte Contemporáneo de Australia, el Museo Metropolitano de Arte de Nueva York, la Colección de Arte Aborigen Kluge-Ruhe de la Universidad de Virginia, la Galería Nacional de Victoria  y la Galería de Arte de Nueva Gales del Sur.

## Exposiciones
- 2013: Y sigo aquí . Galería Alcaston, Melbourne, Victoria
- 2015: Todos vigilados . Galería James Cohan, Manhattan, Nueva York </link>
- 2016-2019: Marcando el infinito: mujeres artistas contemporáneas de la Australia aborigen . Newcomb Art Museum, Tulane University, Nueva Orleans, LA; Frost Art Museum, Florida International University, Miami, FL; Nevada Museum of Art, Reno, NV; The Phillips Collection, Washington D. C.; y el Museum of Anthropology, University of British Columbia, Vancouver, BC, Canadá. [25]
- 2017: Desafiando al Imperio: Tercera Trienal Nacional de Arte Indígena . Galería Nacional de Australia, Canberra, ACT. [26]
- 2018-2019: Nonggirrnga Marawili: Desde mi corazón y mi mente . Galería de Arte de Nueva Gales del Sur, Sídney, Nueva Gales del Sur. [27]
- 2020: Por la fuerza de su piel. Galería Second Street, Charlottesville, Virginia . [28]
- 2020: Nirin: La 22ª Bienal de Sídney . Museo de Arte Contemporáneo, Sídney, Nueva Gales del Sur. [29] [30]
- 2022-2025: Maḏayin: ocho décadas de pintura en corteza de árbol de los aborígenes australianos de Yirrkala . Museo de Arte Hood en el Dartmouth College ; Museo de la Universidad Americana en el Centro de Artes Katzen ; Museo de Arte Fralin en la Universidad de Virginia ; y la Sociedad Asia en la ciudad de Nueva York [31] [32]

## Colecciones
- Galería de Arte de Nueva Gales del Sur [33]
- Museo Metropolitano de Arte, Nueva York [34]
- Museo y Galería de Arte del Territorio del Norte
- Galería Nacional de Australia [35]
- Galería Nacional de Victoria [36]
- Colección de arte aborigen Kluge-Ruhe de la Universidad de Virginia [37]